# 天佑國王
《天佑國王》（英語：God Save the King，又译作《天佑吾王》或《上帝保佑國王》），女性君主在位时称作《天佑女王》（英語：God Save the Queen，又译作《上帝保佑女王》），是数个英聯邦王國和英国皇家屬地作为国歌或皇家礼乐使用的颂歌。

## 概要
天佑国王曲调作者不详，可能源自單聲聖歌，但也有传统说法认为是1619年由约翰·布尔所作。
《天佑國王》在历史上曾广泛在大英帝国及英联邦国家作为国歌使用，现時在部分英國海外領土仍作为国歌使用，也是新西兰的两首国歌之一（1977年之前是唯一的国歌），一些英国海外领土也同样将它与另一首歌并列为国歌；在澳大利亚（1984年起）、加拿大（1980年起）、图瓦卢，《天佑國王》不是国歌，但作为皇家礼乐或王室頌歌使用。
此外，《天佑國王》的音乐时常被用来创作当地的爱国歌曲，但多数仍和王室仪式有关。美国爱国歌曲《我的国家属于你》也使用了《天佑國王》的曲调。
《天佑國王》的第一段歌词只有一种版本，但其它段落在历史上和现在都有各种版本：历史上出现的版本中不断有加上和删除各段落，甚至今天此歌曲仍有选取不同段落或对段落进行不同排列的版本。一般情况下，《天佑國王》作为英国国歌演唱时會唱第一段和第三段，很少情況下會唱第二段。第二段的來源據說是教會所指定的一篇用於火藥陰謀週年日的古老禱詞。這一古老的禱詞中有這樣幾行：“驅散我們的敵人……消除他們的惡意，挫敗它們的詭計。"
《天佑國王》作为礼乐使用时，对君主本人致敬时应演奏整首歌曲，对其它受王室礼乐待遇的王室人员（例如威爾士親王）则适用前六小节。英国以外的部分英联邦王国也使用《天佑國王》的前六小节作为总督礼乐，或礼乐的部分：例如，加拿大总督和各省省督的礼乐是《天佑國王》的前六小节加上《啊，加拿大》的最后四小节，英国海外领土总督的礼乐是《天佑國王》的前六小节。

## 歷史
一般認爲這首歌現  在的曲调由亨利·凯里博士所作，尽管在一些早期版本中出现过的乐段也出现在现在的版本当中，导致了一些混淆。
人们相信，这首歌的第一次公演发生在1740年的一次宴会上，在这次宴会上凯里为了祝贺从西班牙人手中夺取了港口皮特贝罗的爱德华·弗农海军上将唱了这一支歌。
传统上，此曲的第一次公开演唱被认为发生在1745年。英王乔治二世在位时，英国詹姆斯党领袖查尔斯·爱德华·斯图亚特重返英伦，谋求复辟斯图亚特王朝，在一次叛军获胜的战斗后，人们唱着这支歌曲来支持国王。

## 确立为国歌

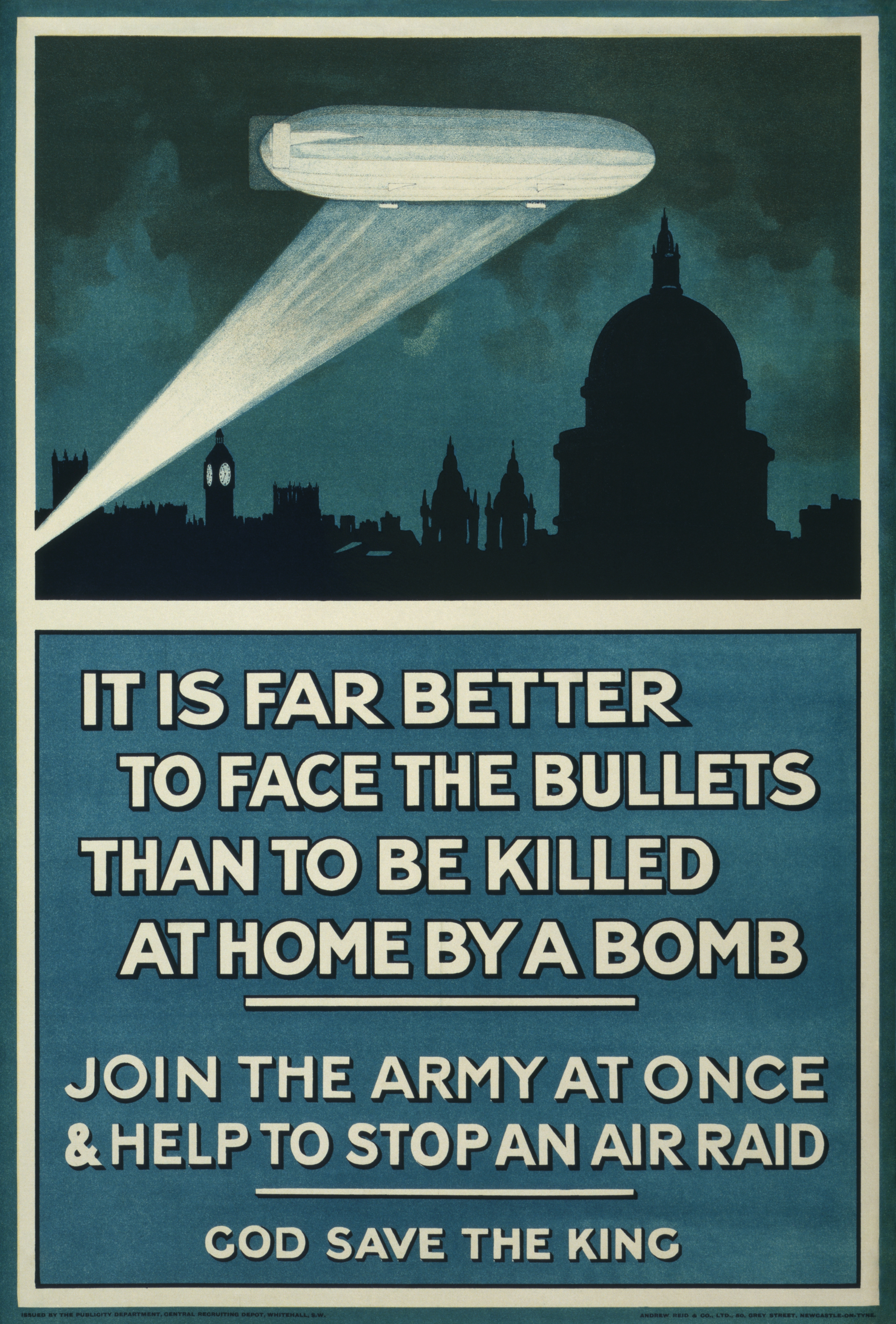
“天佑吾王”作为支持君主和国家军队的号召口号：第一次世界大战中的征兵海报，文字为：“与其炸死在家，不如直面枪炮。现在入伍，帮助阻止空袭。天佑吾王！”

《天佑國王》是英国国歌，但如同英国宪法的许多方面，国歌的地位来自于习惯和长期使用，从未有任何御旨或法律宣布其为国歌。一般而言，会演唱第一段和第三段（很少的时候唱第二段）。在英国使用的习惯版本是现行版本中最古老的，也是英联邦其它国家现在使用的版本的基础，但英国使用的传统版本歌词在歷史上也时有变动。
在英国的各部分别出现的体育赛事中（例如足球世界杯赛），《天佑國王》一般作为英格兰和北爱尔兰的国歌使用，苏格兰和威尔士则分别有自己的“国家歌曲”和国歌。但在板球比赛中则使用《耶路撒冷》代表英格兰，2010年起在英联邦运动会中也使用《耶路撒冷》代表英格蘭。

## 演奏
传统上，这首歌以慢而低沉的节奏演奏，被人认为非常沉闷。在某些情况下为了减轻这种效果，这首歌以一个较快而且较活泼的节奏演奏。喜剧演员比利·康诺利在一场电视节目中比较了英国慢而低沉的国歌和很多其他国家的活泼的国歌，并建议将这首歌的曲调以「The Archers」的主题曲代替。
在2002年6月4日于白金汉宫举行的纪念女皇伊利沙伯二世即位50周年的流行音乐会上，皇后乐队的布赖恩·梅在宫顶用电吉他演奏了这首歌。
在1948年，艾倫·圖靈和克里斯多福·斯特雷奇在曼徹斯特大學計算機實驗室編寫了第一首在電腦上演奏的音樂，即这首歌的演奏，这首歌也是第一首被錄製的電腦音樂。坎特伯雷大學的研究人員於2016年修復了該錄音母盤。

## 歌词

### 加拿大版本
法语版
《天佑国王》在加拿大有法语版本，为加拿大的皇室颂歌：
英语版（附加段落）
在作为加拿大的皇室颂歌的时候，这首歌有附加的一段，一般在第一段或第二段后面演唱：
雙語版
在雙語版本中，首三段以法語演唱，後四段則以英語演唱。

## 在英联邦中使用
這首歌曾經被包括澳大利亚、加拿大、香港、马来亚、新加坡、印度和巴基斯坦等在内的大部分英联邦成員及英國屬土作為國歌。在英屬香港時期，每當有英國皇室成員到訪，香港總督就職履新，或出席官式活動和檢閱，駐港英軍（或香港義勇軍、皇家香港警察）儀仗隊行向王室敬禮（Royal Salute），軍樂團演奏國歌，其中港督和其他皇室成員只奏半首，若是君主到訪就要全首奏畢。在二十世紀八十年代及之前，香港兩間電視台無綫電視和亞洲電視收台前亦會播放國歌。
现在，这些国家和地区中国歌的地位已经分別被《前进的澳大利亚》（澳大利亚国歌）、《哦！加拿大》（加拿大国歌）、《義勇軍進行曲》（中华人民共和国国歌）、《我的祖國》（马来西亚国歌）、《前进吧，新加坡》（新加坡国歌）、《人民的意志》（印度国歌）和《保佑神圣的土地》（巴基斯坦国歌）等所代替。
这首歌和《天佑新西兰》一起被新西兰承认为国歌。
此外，《天佑國王》也曾经是爱尔兰自由邦的国歌，惟在1920年代被《战士之歌》取代。
英國公共媒體BBC每逢有王室重大宣布時，亦會播放一段《天佑國王》。

## 在其它地方使用
此曲調曾被幾個其他的國家的國歌所採用，包括丹麦、德国《万岁胜利者的桂冠》（1871年—1918年）、俄罗斯《俄罗斯人的祈祷》（1816年—1833年）、瑞典和瑞士《祖国请你召唤》。
列支敦斯登的國歌《在年輕的萊茵河上》的曲調與這首歌相同。挪威的王室頌歌《國王之歌》，美国愛國流行歌曲《我的国家属于你》和法屬新喀里多尼亞其中一首土著創作的獨立運動歌曲的曲調也與其相同。
2012年電子娛樂展育碧遊戲公司發表了新作殭屍U，使用了此曲當作預告片的主題曲。

## 改编
法国作曲家德彪西创作的匹克威克頌前奏曲中低音部分出现这曲调旋律。
英國搖滾樂團「王后樂隊」在他們的音樂會的結束總是演奏這首曲的搖滾版（收錄於《歌劇之夜》）。
1977年，即女王伊丽莎白二世即位25周年纪念时，龐克搖滾乐队性手枪发布了一首同名的反对皇室的无政府主义歌曲《天佑女王》。在纪念日当天该乐队试图在英國國會大廈外面的泰晤士河河面上演奏这首歌曲，但被英国警察制止并逮捕。
以往香港在英國殖民時代，民間一直流傳一個改編粵語版本歌詞，第一句為「個個揸住個兜」，但之後的歌詞如何「翻譯」就沒有定案。

## 联合王国的其它国歌
在需要播放联合王国成员国国歌的场合（如国际体育比赛）下，下列歌曲经常使用：
- 威尔士使用《父辈的土地》；
- 苏格兰使用《苏格兰之花》或《蘇格蘭勇士》；
- 英格兰使用《耶路撒冷》或《希望与光荣的土地》；
- 北爱尔兰使用《伦敦德里小调》。

在国际足球比赛的演奏國歌儀式中：
- 英格兰和北愛爾蘭使用《天佑國王》；
- 苏格兰使用《苏格兰之花》；
- 威尔士使用《父辈的土地》。

故此，若英格兰隊及北愛爾蘭隊对赛時便會出現只奏一次《天佑國王》的特殊情況。